# قزاق (شهر)

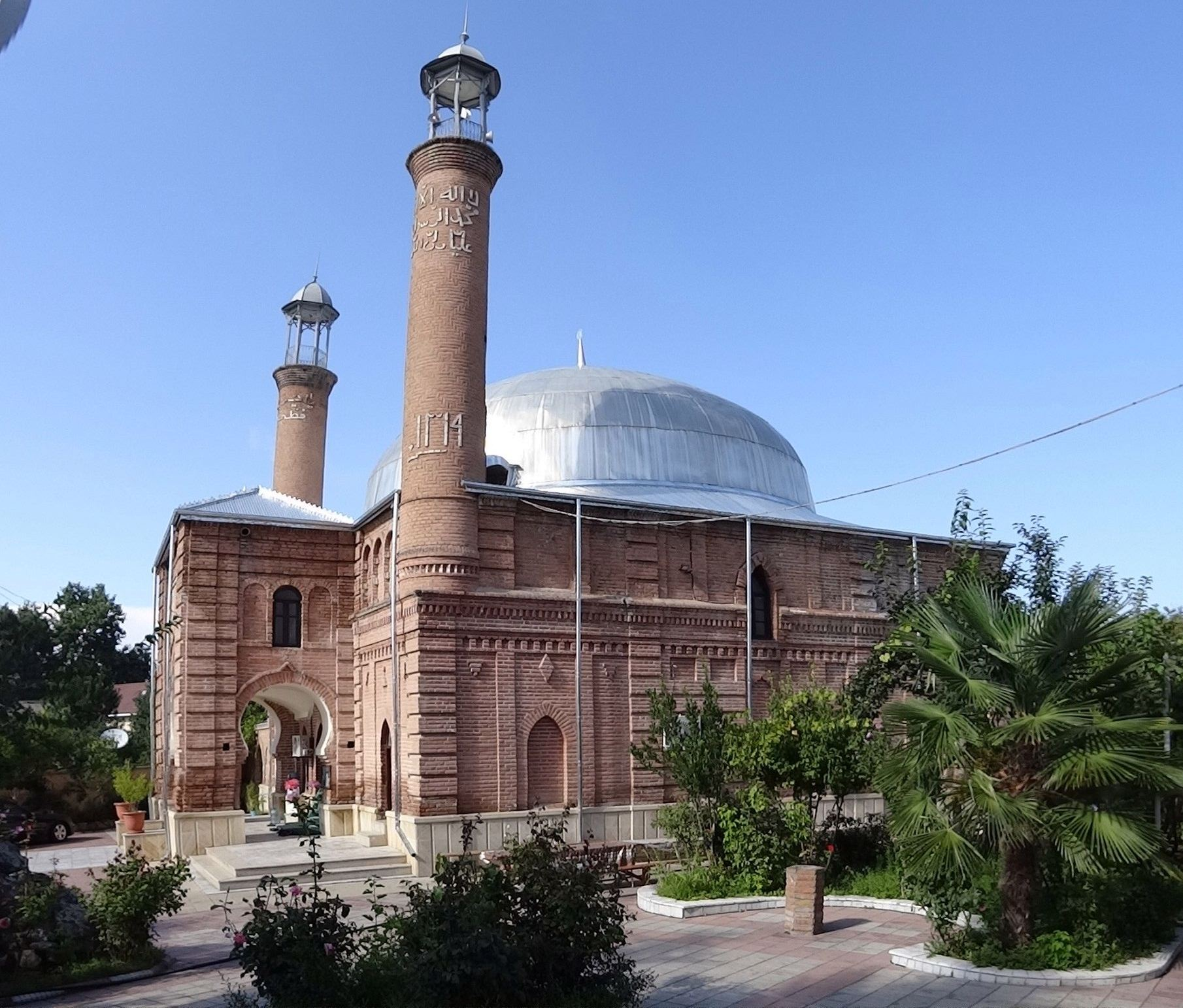
نمایی از مسجد قزاق در شهرستان قزاق کشور جمهوری آذربایجان - ۲۰۱۳

قزاق (به ترکی آذربایجانی: Qazax) شهری در شهرستان قزاق کشور جمهوری آذربایجان است. جمعیت این شهر بر اساس سرشماری سال ۱۹۸۹ میلادی، ۱۹٫۰۴۵ نفر و بر اساس سرشماری سال ۲۰۰۸ میلادی، ۱۹٫۵۰۰ بوده‌است.